# Cristián Moreno
Cristián Moreno Villamil (* 28. November 1988) ist ein kolumbianischer Leichtathlet, der sich auf den Langstreckenlauf spezialisiert hat.

## Sportliche Laufbahn
Erste Erfahrungen bei internationalen Meisterschaften sammelte Cristián Moreno im Jahr 2014, als er bei den Jugendsüdamerikameisterschaften in Cali in 8:47,82 min den vierten Platz im 3000-Meter-Lauf belegte. Im Jahr darauf schied er bei den Jugendweltmeisterschaften ebendort mit 8:36,61 min im Vorlauf aus und 2017 wurde er bei den U20-Südamerikameisterschaften in Leonora in 14:58,79 min Vierter im 5000-Meter-Lauf. Im Jahr darauf belegte er bei den U23-Südamerikameisterschaften in Cuenca in 15:22,08 min den vierten Platz über 5000 m und 2021 erreichte er bei den Südamerikameisterschaften in Guayaquil nach 14:15,76 min Rang fünf.

## Persönliche Bestzeiten
- 3000 Meter: 8:32,79 min, 8. April 2016 in Santiago de Chile
- 5000 Meter: 14:15,76 min, 31. Mai 2021 in Guayaquil